# Dicranomyia (Dicranomyia) reticulata
Dicranomyia (Dicranomyia) reticulata is een tweevleugelige uit de familie steltmuggen (Limoniidae). De soort komt voor in het Nearctisch en Neotropisch gebied.